# ADGRE2
L'ADGRE2 (pour « Adhesion G protein-coupled receptor E2 »), appelé aussi EMR2 (pour « EGF-like module-containing mucin-like hormone receptor-like 2 ») ou CD312, est une protéine dont le gène est ADGRE2 situé sur le chromosome 19 humain.

## Rôles
Il est exprimé à la surface de certains monocytes, mastocytes pulmonaires et de certains macrophages et a une structure d'hétérodimère.
Il est proche structurellement de la protéine CD97 et comporte plusieurs domaines de type facteur de croissance épidermique.
L'un des ligands est le sulfate de chondroïtine, intervenant dans les liaisons intercellulaires.

## En médecine
Un variant du gène est responsable d'une urticaire survenant à la vibration.
Son expression est augmentée au niveau des polynucléaires neutrophiles en cas d'inflammation, régulant l'activité de ces derniers. Il module, en particulier, l'excrétion de cytokines par ces cellules.